# Grossbrand von Schweizerhalle

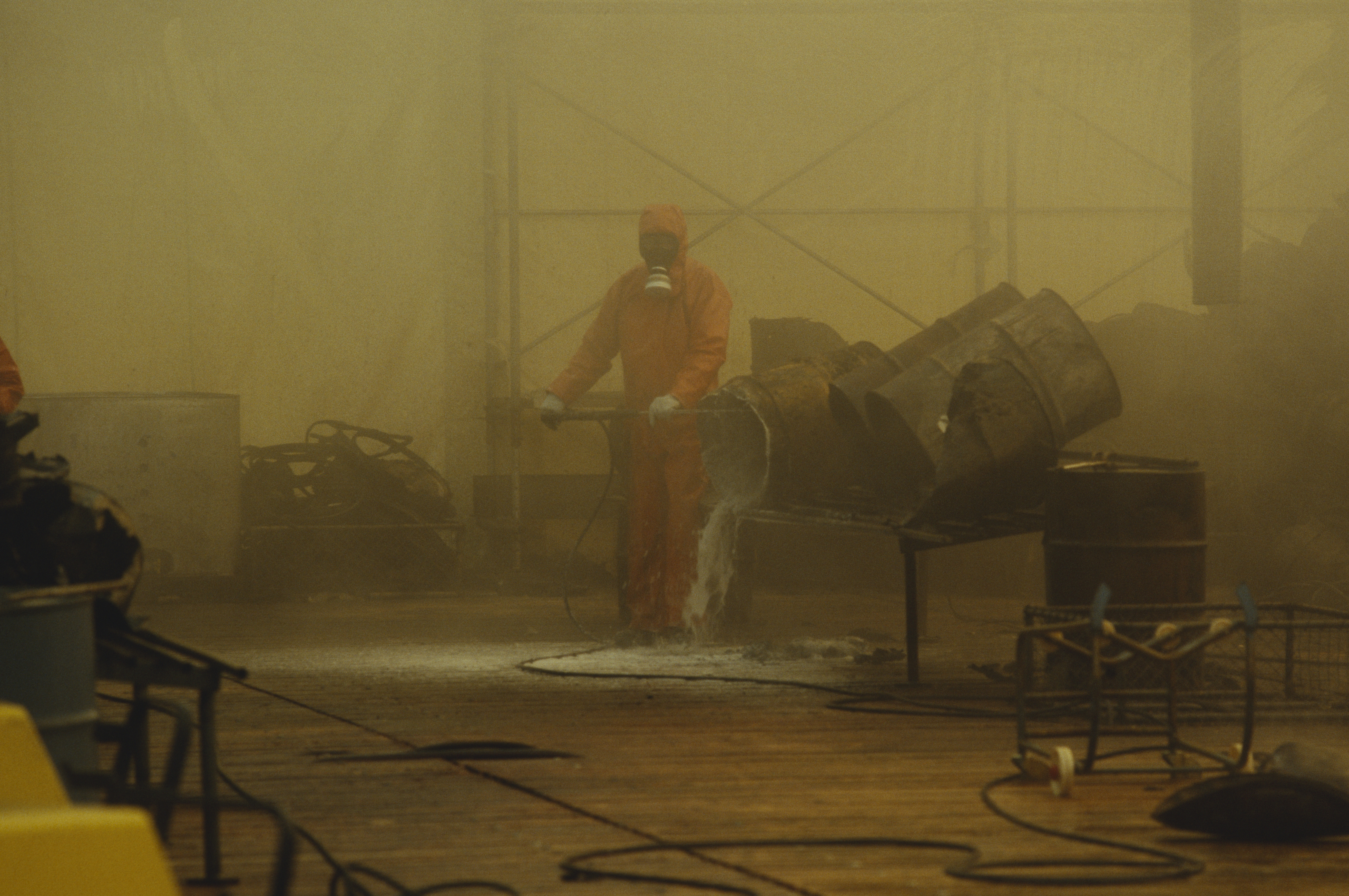
Aufräumarbeiten nach dem Brand

Der Grossbrand von Schweizerhalle ereignete sich am 1. November 1986 im Industriegebiet «Schweizerhalle» bei Basel in der Schweiz und löste eine Giftwelle im Rhein aus. Eine Lagerhalle des damaligen Chemiekonzerns Sandoz (heute Novartis) mit Chemikalien geriet in Brand. In dessen Folge gelangte mit Pflanzenschutzmitteln belastetes Löschwasser in den Rhein, was zu einem Fischsterben flussabwärts bis Mannheim führte. Weithin sichtbar war eine zusätzliche Verschmutzung des Rheinwassers mit einem roten Farbstoff, der jedoch ungiftig war. Der Brand weckte, durch die in Richtung Basel gewehte stinkende Rauchwolke und den in der Region ausgelösten Sirenenalarm, bedrohliche Erinnerungen an die Chemie-Katastrophe von Bhopal vom 3. Dezember 1984.

## Ablauf des Unglücks

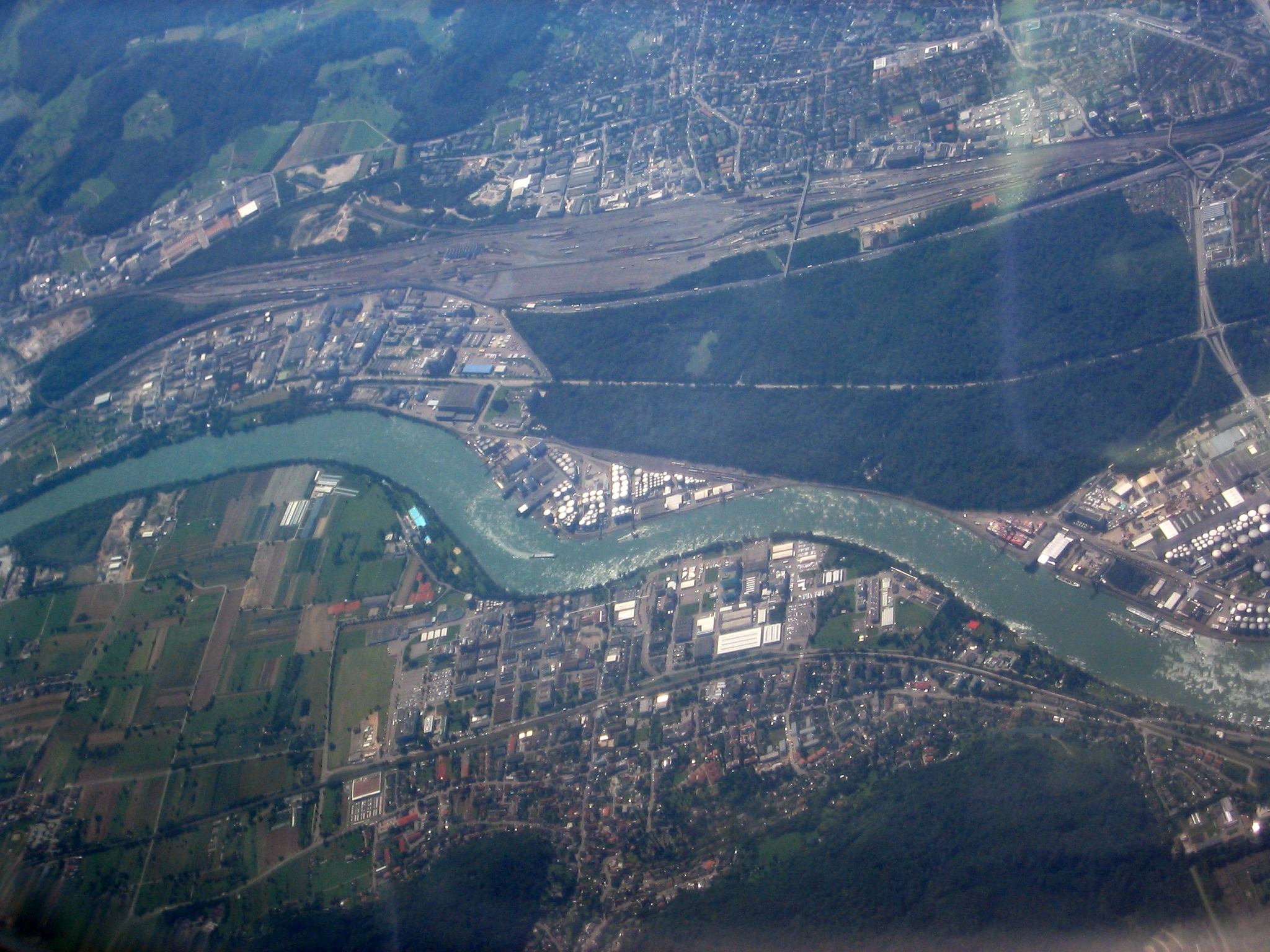
Der Rhein zwischen Grenzach-Wyhlen (D, unten) und Schweizerhalle aus der Luft. Die Brandstätte befindet sich oberhalb des blauen Gebäudes links vom Wald („Hardwald“, oben).

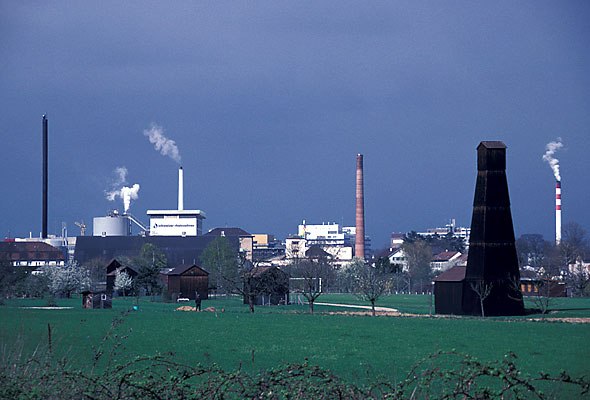
Industriegebiet Schweizerhalle

Um 0:19 Uhr wurde der Brand entdeckt, der in einer Halle entstand, in der 1351 Tonnen Chemikalien lagerten. Die 160 Einsatzkräfte der Feuerwehr beschränkten sich darauf, umliegende Gebäude vor dem Übergreifen des Feuers zu schützen. Die Flammen waren bis zu 60 m hoch und in der Nacht weithin zu sehen.
Um 3:43 Uhr veranlassten die Behörden, die Bevölkerung der Nachbargemeinden (u. a. Muttenz und Basel) mit einem allgemeinen Sirenenalarm zu warnen. Sie forderten mit Lautsprecherdurchsagen dazu auf, Türen und Fenster geschlossen zu halten sowie die Nachrichtensendungen im Radio zu verfolgen. Der vorherrschende Ostwind trug Rauch, Gestank und die Verbrennungsgase unbekannter Zusammensetzung in Richtung Basel. Die Sperrung der nahen Autobahn A2 und A3 und die Unterbrechung der Zugverbindungen nach Basel führte zum Erliegen des Verkehrs, bis gegen 7:00 Uhr von den Behörden Entwarnung gegeben wurde. Ein Phosgen-Tank neben der Halle blieb von dem Brand verschont. Das stark kontaminierte Löschwasser gelangte durch einen Abwasserkanal an jener Stelle in den Rhein, wo ein Feuerlöschboot dem Fluss das zur Brandbekämpfung nötige Wasser entnahm – so wurden verschiedene Chemikalien wieder ins Feuer gespritzt und lösten unerwartete Reaktionen aus.
Mehrere Menschen erlitten durch den Brand akute Schäden – drei Personen mit Asthma, die in einem Krankenhaus behandelt wurden. In den Folgetagen mussten darüber hinaus noch über 1250 Personen aufgrund von Atemwegs-Reizungen behandelt werden.
Mit dem abfliessenden Löschwasser (ca. 10'000 bis 15'000 m3) gelangten rund 30 Tonnen Pflanzenschutzmittel, v. a. die Insektizide Disulfoton, Thiometon, Parathion und Fenitrothion in den Rhein (Halbwertszeit von 30 bis 50 Tagen).
Dort löste die Giftwelle bis in den Mittelrhein ein grosses Fischsterben aus, insbesondere wurde auf einer Länge von 400 km die gesamte Aalpopulation (ca. 150'000 Individuen) ausgelöscht. Noch in Karlsruhe wurde eine Spitzenkonzentration von 25 μg/l Disulfoton gemessen. Die Wasserwerke rheinabwärts wurden erst am 3. November informiert.
Am 11. November 1986 wurde durch die Analyse von Wasserproben nachgewiesen, dass zeitgleich zur Rheinverschmutzung durch das kontaminierte Löschwasser aus dem Sandoz-Areal auch 0,4 Tonnen Atrazin vom benachbarten Chemieunternehmen Ciba-Geigy in den Rhein geleitet worden waren.
Das dynamische Fliessgewässer-System und die Organismen hatten sich nach wenigen Monaten vom Unglück erholt. Allerdings wurde die Einwanderung exotischer Arten stark begünstigt, die unvorteilhaft auf das ökologische Gleichgewicht wirken. Der in den Rhein gelangte, als harmlos bezeichnete rote Farbstoff bewirkte zudem eine starke Färbung des Wassers.

## Ursachen

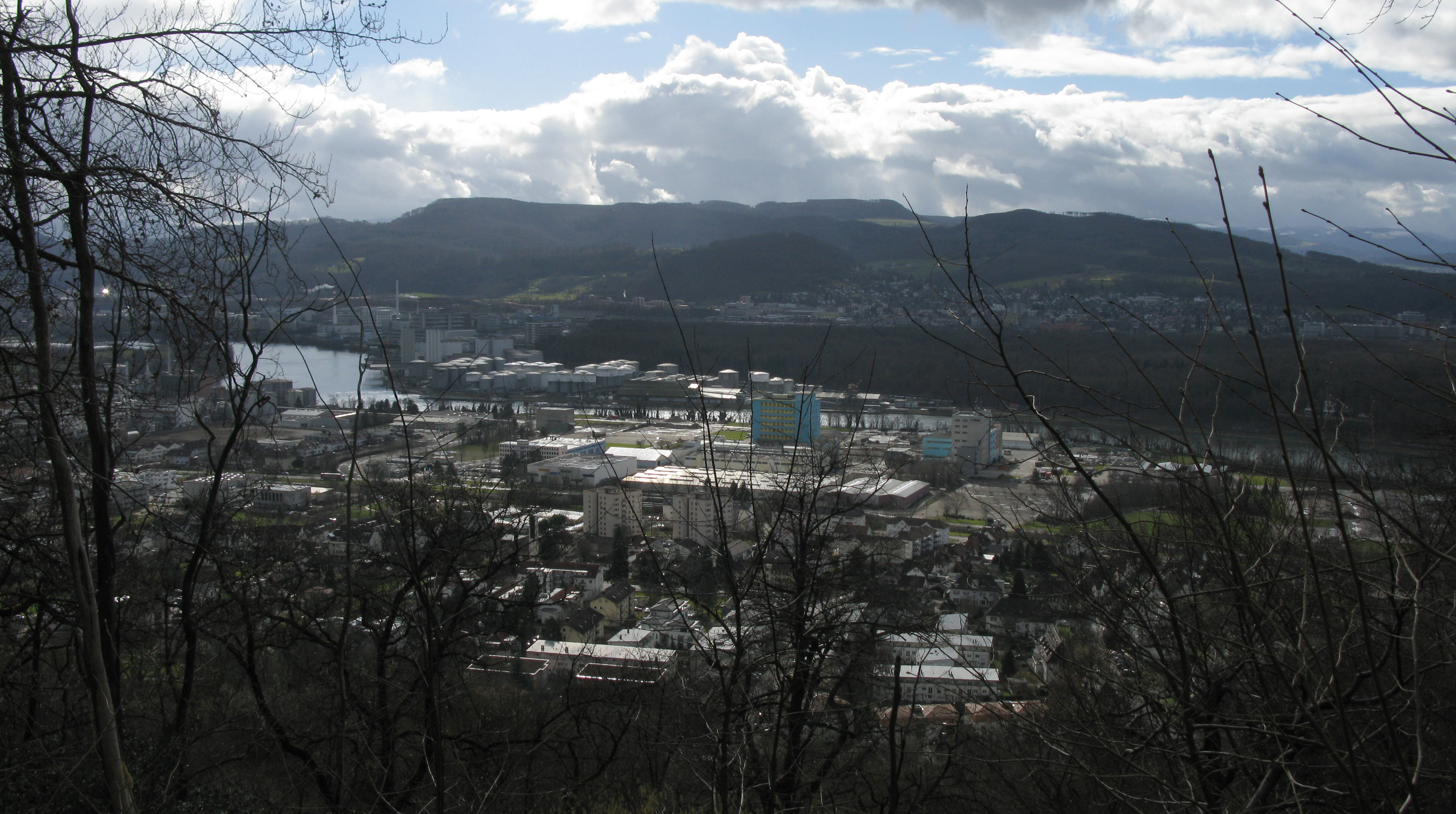
Blick von der deutschen Rheinseite oberhalb Grenzach-Wyhlen nach Schweizerhalle

Der offizielle Untersuchungsbericht gelangte (nur «aufgrund theoretischer Überlegungen») zum Schluss, dass beim Verpacken von Paletten mit Berliner Blau die falsche Handhabung einer «Schrumpfpistole» zu einem Glutherd führte. Max Hubmann, damals Chef des wissenschaftlichen Dienstes der Stadtpolizei Zürich, untersuchte die Brandursache vor Ort; sein Fazit: «Mit grosser Wahrscheinlichkeit war das Schrumpfen von Plastik über Berliner Blau die Ursache des Grossbrands.»
Dass der Agro-Markier-Farbstoff Berliner Blau zu Glimmbränden mit späterem Brandausbruch neigt, war bei Sandoz schon Mitte der sechziger Jahre bekannt, wie aus internen Dokumenten hervorgeht, welche die Basler Zeitung im Jahr 2000 auszugsweise veröffentlichte; sie hielt fest:

«So schreibt ein Sandoz-Mitarbeiter 18. November 1965 in einem internen Papier: ‹Beim Erhitzen von Berliner Blau kommt es zum Verglimmen.› Zudem sei es beim Mahlen des Stoffes im Werk Basel zu einer ‹Entzündung gekommen›. Vier Jahre später bestätigte dies ein weiteres internes Sandoz-Papier: Am 25. Juli 1969 berichtete die französische Tochtergesellschaft dem Basler Hauptsitz, dass Berliner Blau brandgefährlicher sei als bisher angenommen: ‹Das Produkt brennt sehr langsam, ohne Flammen.› Dass im Berliner Blau ein erhebliches Brandrisiko steckt, bestätigte zwei Jahre vor dem Grossbrand in der Sandoz-Lagerhalle das Unternehmen Degussa als Lieferantin des Farbstoffs auf ihrem Sicherheitsdatenblatt: ‹Vermeidung des Kontaktes mit Zündquellen (Feuer, Funke). Staubablagerungen sind zu vermeiden.› Trotzdem arbeitete der Sandoz-Arbeiter am 31. Oktober 1986 mit einer offenen Flamme, um die Behältnisse mit Berliner Blau mittels einer Schrumpffolie auf Transportpaletten zu fixieren. Kurz danach stand dann in der Nacht auf den 1. November die Lagerhalle in Schweizerhalle in Flammen. Neun Tage nach der Feuersbrunst, am 10. November 1986, bestätigt A. Aellig vom Sicherheitslabor der Sandoz in einem Brief an Max Hubmann, was im Sandoz-Konzern schon lange bekannt war: Nach dem Grossbrand habe sich in eigenen Brandversuchen gezeigt, dass Berliner Blau ‹eine sehr leichte Entzündbarkeit› zeige ‹und danach ein flammloses, rauchloses, langsam fortschreitendes Glimmen› entstehe.
Auf Basis dieses Berichts und mit eigenen Erkenntnissen als Grundlage habe der Wissenschaftliche Dienst der Stadtpolizei Zürich seine eigenen Brandversuche gestartet, erinnert sich Hubmann gemäss Basler Zeitung. Sie hätten das Glimmen des Berliner Blaus in Anwesenheit des angeschuldigten Arbeiters, der Staatsanwaltschaft Basel-Landschaft und von Vertretern der Sandoz ‹recht gut hingebracht›. Sie hätten bei diesen Brandversuchen nicht mit einer offenen Flamme gearbeitet, wie es der Sandoz-Arbeiter vor dem Grossbrand getan hatte, sondern heisse Nägel verwendet. Zwischen den Säcken und dem geschrumpften Plastik habe sich immer ein wenig Farbstoff befunden. ‹Wir haben die heissen Nägel durch die Plastikfolie gestochen. Damit konnten wir das Berliner Blau ausserhalb des Sacks zum Glühen bringen.› Es habe danach lange gedauert, bis ihre Probepalette mit Berliner Blau offen gebrannt habe. Dies habe erklärt, warum zwischen dem Einlagern der Berliner Blau-Paletten in der Lagerhalle und dem offenen Feuerausbruch so viel Zeit verstrichen sei. Wo genau in der Halle die Paletten vor dem Brand standen, hätten sie allerdings nicht klären können.
Dass der Sandoz-Arbeiter trotz des Wissens über die Brandgefährlichkeit von Berliner Blau und seinem Hantieren mit einer offenen Flamme nicht verurteilt wurde, stellt für Hubmann die Wahrscheinlichkeit nicht in Frage, dass im Berliner Blau die Brandursache lag: ‹Das ist eine juristische Beurteilung, die mit der Brandursache nichts zu tun hat.› Und: ‹Mit grosser Wahrscheinlichkeit war das Schrumpfen von Plastik über Berliner Blau die Ursache des Grossbrandes›.»

Im Jahr 2000 soll der ehemalige leitende CIA-Mitarbeiter Vincent Cannistraro (gest. 2019) gegenüber der Fernsehsendung ZDF-History geäußert haben, der Brand sei von der Stasi im Auftrag des KGB verursacht worden, um von der Reaktorkatastrophe von Tschernobyl abzulenken.
Im März 2017 legte die Basler Zeitung neue Recherchen an den Tag, die ebenfalls die offizielle Brandursache «Berliner Blau» in Frage stellen. Ehemalige Sandoz-Mitarbeiter sagten gegenüber der Zeitung, dass man am Tag des Brandes ein grosses Feuerwerk für einen scheidenden Kadermitarbeiter geplant hatte. Die Feuerwerkskörper seien in der Lagerhalle 956 deponiert worden. In dieser Halle sei gemäss den Ermittlern auch der Brand ausgebrochen. Die Sandoz-Mitarbeiter nennen die versehentliche Entzündung der Feuerwerkskörper als eigentliche Brandursache. Bislang konnte dies von offizieller Seite nicht bestätigt werden.

## Folgen
Die Bekämpfung der Brandkatastrophe Schweizerhalle führte durch die Versickerung von grossen Mengen an belastetem Löschwasser zu einer unmittelbaren Boden- und Grundwasserverschmutzung des Standorts. Die anschliessende Sanierung fand in enger Absprache mit den zuständigen Aufsichtsbehörden, dem Amt für Umweltschutz und Energie Basel-Landschaft (AUE BL) statt, erreichte jedoch nur zwei von drei festgelegten Sanierungsvorgaben. Die altlastenrechtliche Neubeurteilung des AUE BL vom 21. September 2011, welche in der 1998 eingeführten Altlastenverordnung vorgesehen ist, kam zum Schluss, dass keine weiteren Sanierungsmassnahmen notwendig seien, da die gemessenen Oxadixyl-Konzentrationen nur 0,2 % des gesetzlich definierten Sanierungswerts erreichen. Weiter kam das AUE BL im Rahmen der Neubeurteilung zum Schluss, dass die Trinkwasserfassungen der Hardwasser AG und der Gemeinde Muttenz durch den Unfallstandort Schweizerhalle nicht gefährdet seien. Gemäss schweizerischem Altlastenrecht handelt es sich beim Unfallstandort Schweizerhalle um einen belasteten Standort mit Überwachungsbedarf: Von Sandoz für eine Versicherung angefertigte Unterlagen weisen als Brandreste 8700 Kilogramm teils hochgiftige Pestizide sowie 134 Kilogramm Quecksilber aus; das belastete Erdreich wurde laut schweizerischem Bundesamt für Umwelt bis zu einer Tiefe von 11 m ausgehoben und gewaschen sowie der Platz mit einer Betonplatte abgedeckt.
2016 waren am Boden noch Spuren des Pflanzenschutzmittels Oxadixyl nachweisbar. Anfang 2017 wurde eine altlastenrechtliche Neubeurteilung der von der Brandstätte ausgehenden Gefährdung vorgenommen.
Als Konsequenz des Unfalls erkannte Sandoz die Notwendigkeit, die Informationsgrundlage für Risiken zu verbessern, und entwickelte eines der ersten Nachhaltigkeitsmanagementsysteme, heute bekannt unter doCOUNT 2.0 Sustainability Performance Management Suite. Zur Erinnerung an die Katastrophe befindet sich im Kreuzgang des Basler Münsters die Plastik Markttische von Bettina Eichin.
Die zuständigen Ministerien der Rheinanliegerstaaten in Zusammenarbeit mit der Internationalen Kommission zum Schutz des Rheins erliessen das Aktionsprogramm Rhein, eine Einrichtung zum Warnen von Rhein-Anliegern (Rheinalarm).

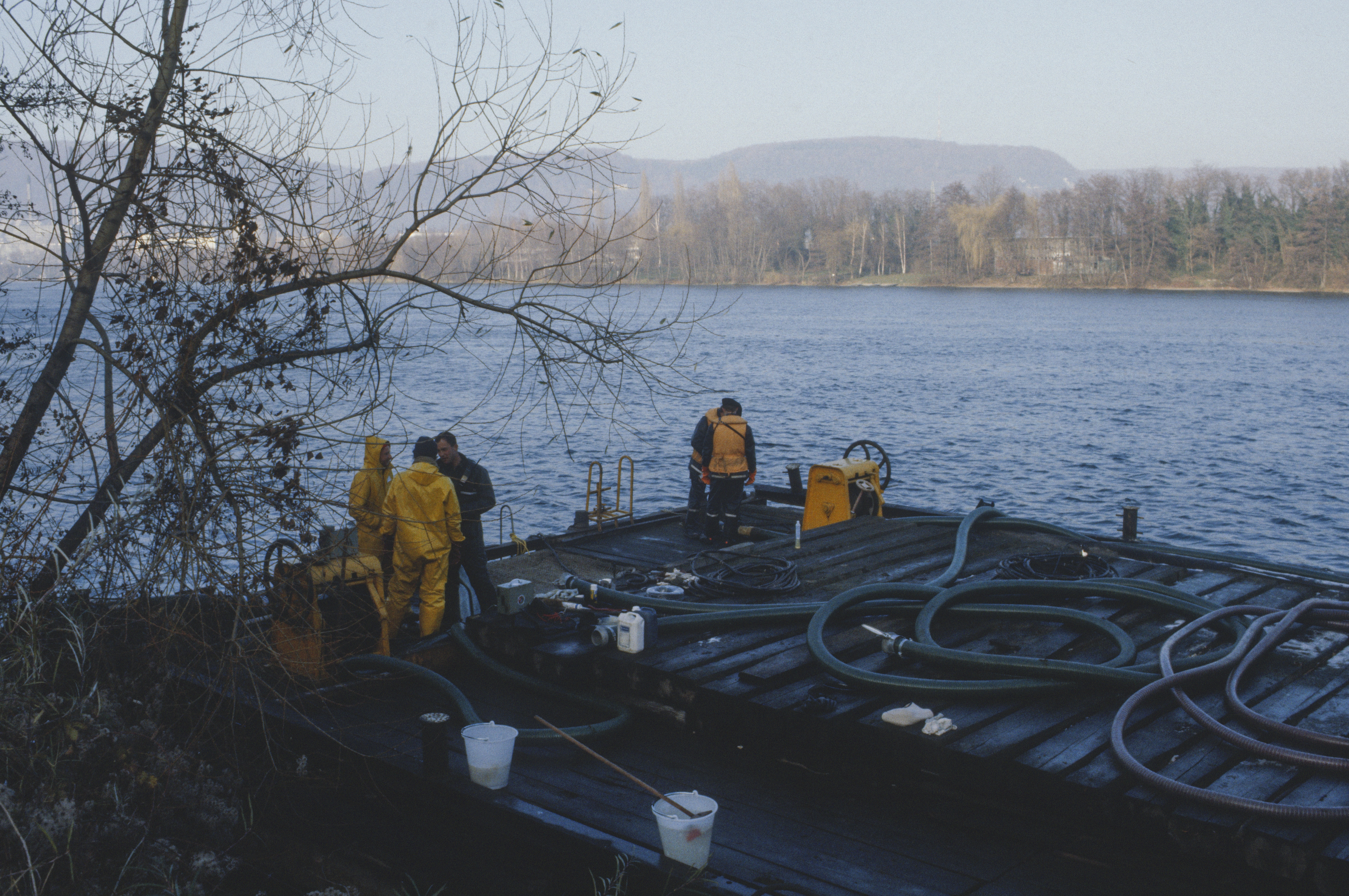
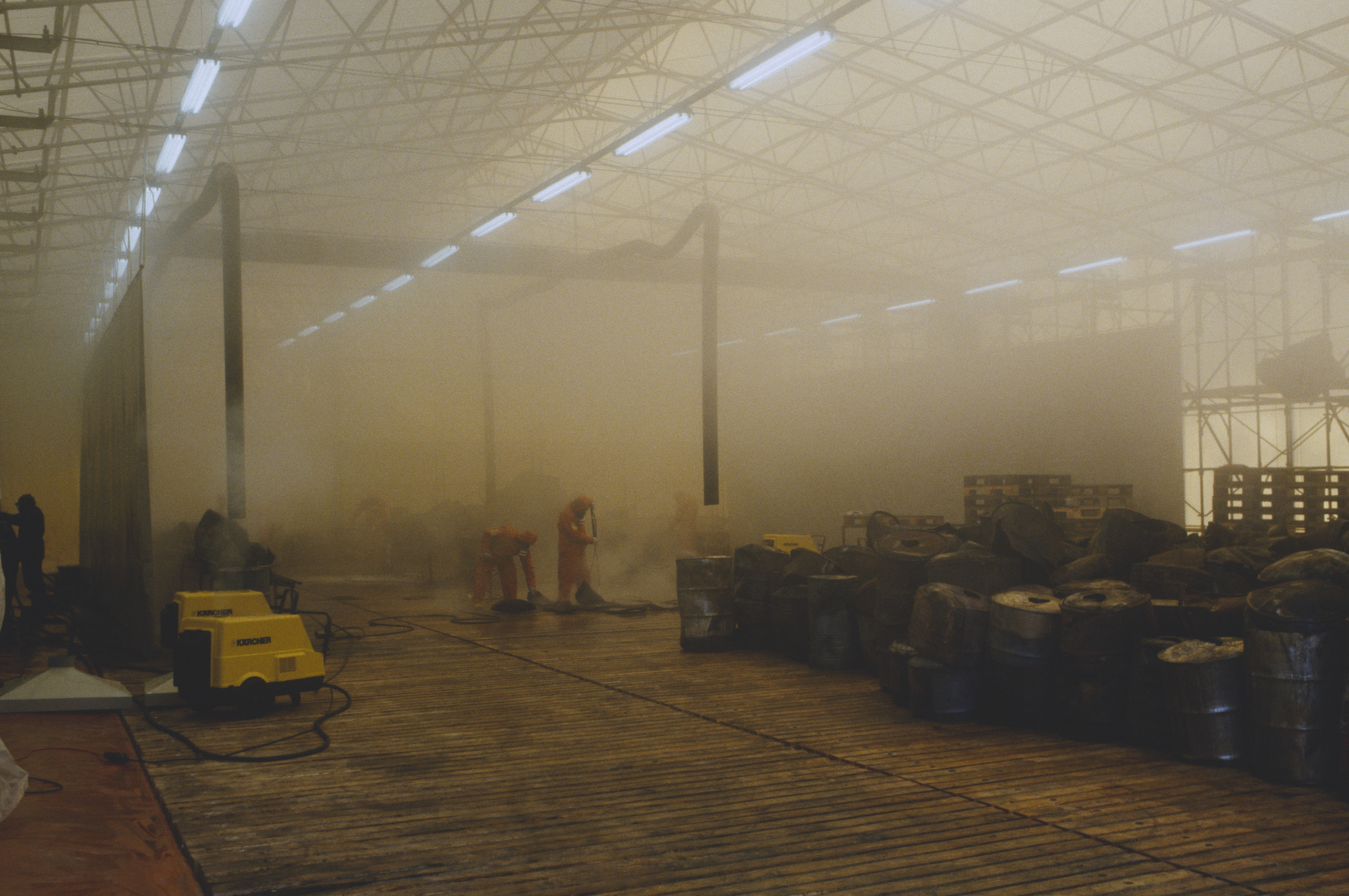
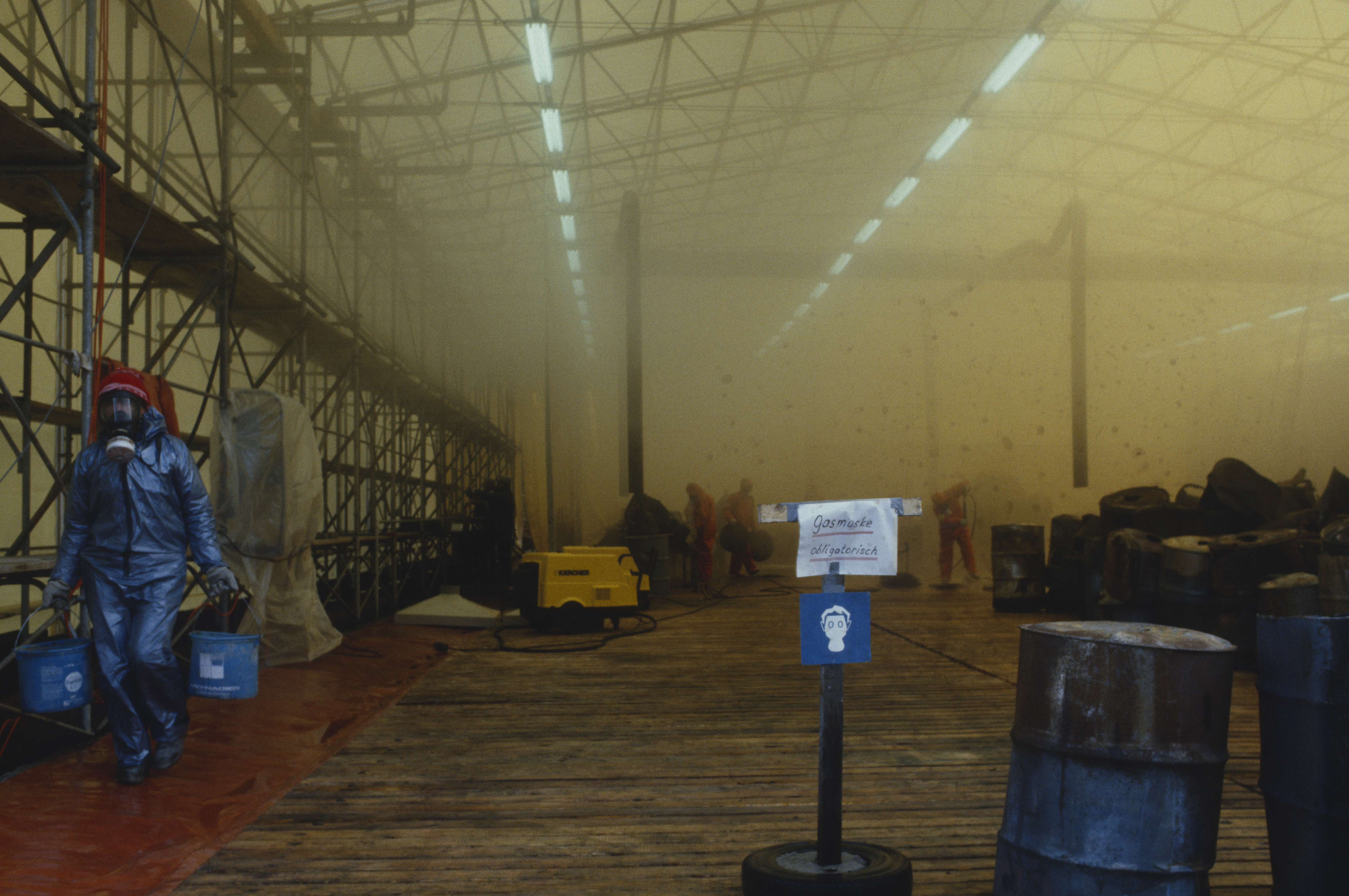
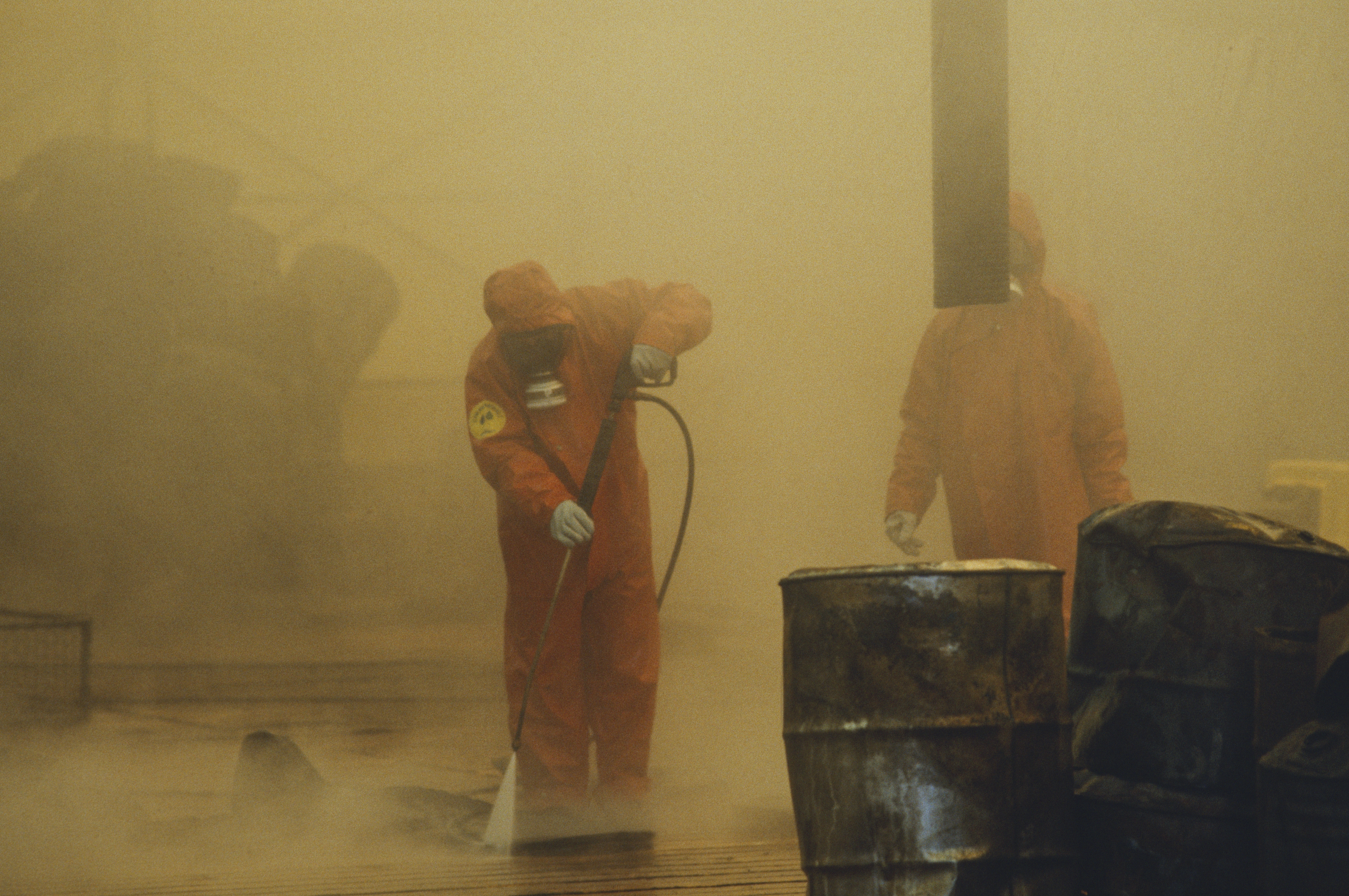
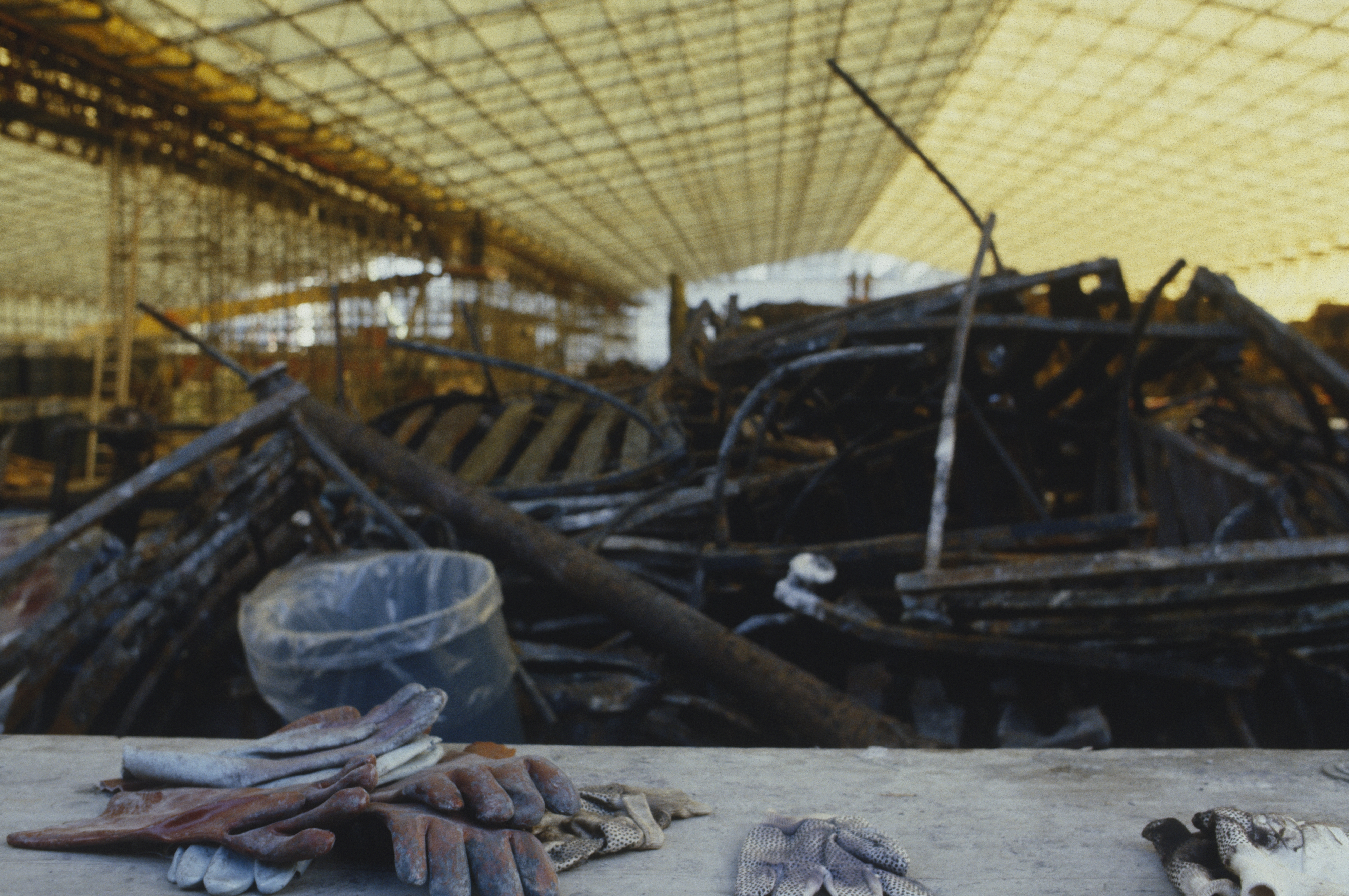

## Dokumentationen

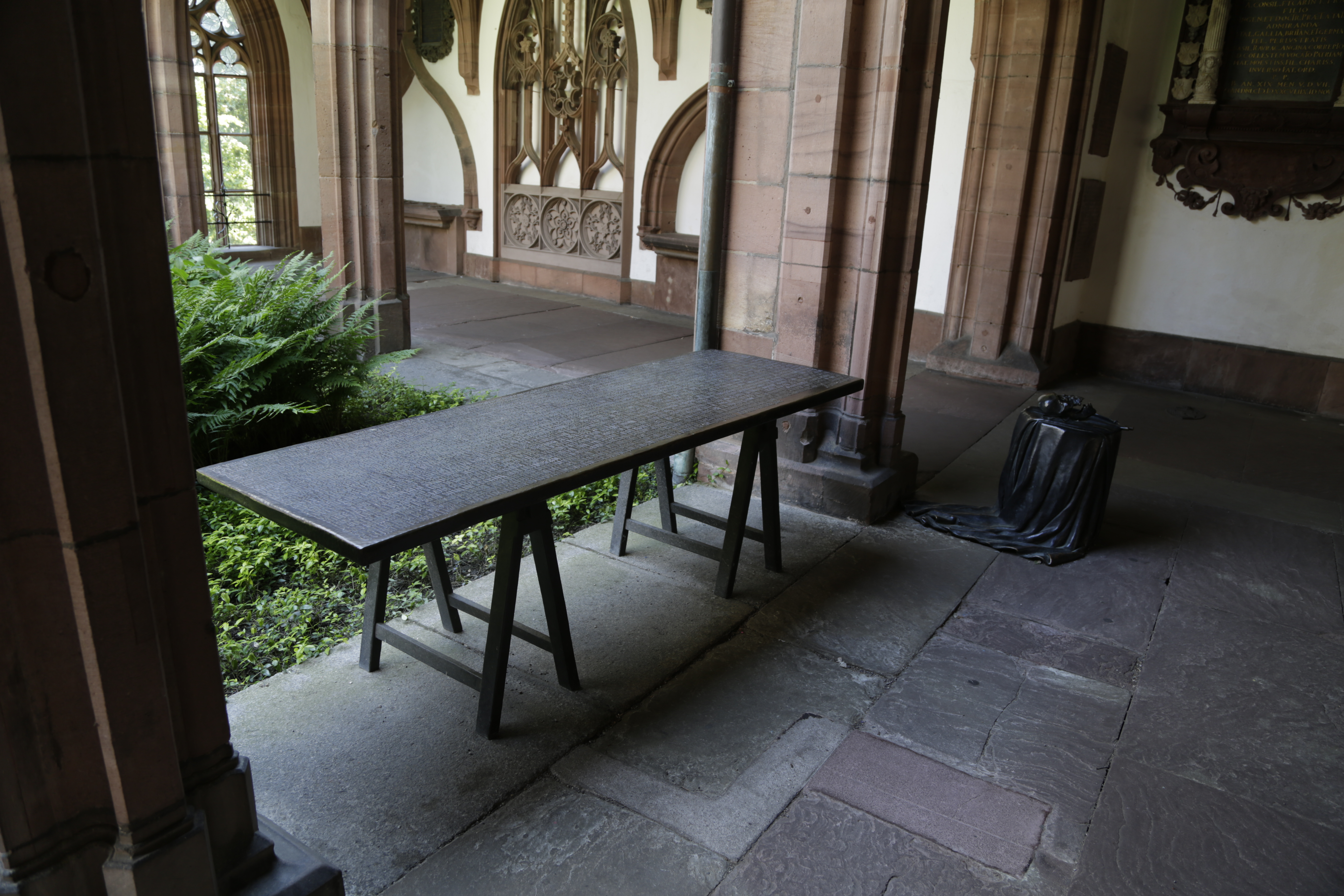
Dem Grossbrand gewidmete Skulptur Markttische von Bettina Eichin im Kreuzgang des Basler Münsters

- Katastrophe von Schweizerhalle (1986) | SRF Archiv In: Schweizer Fernsehen vom 29. Oktober 1996 (07:30 Minuten)
- 20 Jahre nach Schweizerhalle. In: Menschen Technik Wissenschaft vom 26. Oktober 2006 (12:28 Minuten)
- Als die Schweiz den Atem anhielt: Der Brand von Schweizerhalle. In: DOK vom 19. Juli 2011 (37:31 Minuten)
- Falscher Alarm. Radio-Feature von Lukas Holliger, Radio SRF 2016.
- Dossier Schweizerhalle des Bundesamtes für Umwelt (2016)

## Rezeption
- Lukas Holliger, 2016: Falscher Alarm. Hörspiel aus Liveberichten von Radio Basilisk und Sondersendungen der DRS-Medien (Schweizer Radio DRS, Schweizer Fernsehen) zu dem Sandoz-Unglück.[20]